# Errico Cuozzo
Pour les articles homonymes, voir Cuozzo.
Errico Cuozzo (né en 1945 à Avellino) est un historien italien, spécialiste notamment de l'Italie méridionale et de la Sicile pendant la période normano-souabe (XIe – XIIIe siècles). 

## Biographie
D'abord professeur d'histoire médiévale à l'université de Naples puis à l'université de Calabre, il est depuis 2000 professeur d'histoire à l'université Sœur-Ursule-Benincasa de Naples.
Membre de nombreuses académies scientifiques et littéraires comme la Società Nazionale di Scienze Lettere ed Arti in Napoli, l'Académie pontanienne et l'Académie pontificale des beaux-arts et des lettres des virtuoses au Panthéon, ainsi que du Centro Europeo di Studi Normanni (it) (« Centre Européen d'Études Normandes »), Errico Cuozzo est également un collaborateur du Dizionario Biografico degli Italiani et du Lexikon des Mittelalters (en).

## Publications sélectives

### Ouvrages
- Catalogus Baronum : Commentario, Istituto Palazzo Borromini, Rome, 1984.
- « Quei maledetti normanni » : cavalieri e organizzazione militare nel mezzogiorno normanno, Guida, Naples, 1989.  (ISBN 8870429911)
- La cavalleria nel Regno normanno di Sicilia, Mephite, Atripalda, 2002.  (ISBN 8890080302)
- Lo stato pontificio nel Medioevo, Mephite, Atripalda, 2006.  (ISBN 8888655697)
- Mediterraneo medievale : la falconeria, Ruggero II, il regno normanno di Sicilia, Università degli studi Suor Orsola Benincasa, Naples, 2014.  (ISBN 8896055563)

### Essais
- La “Magna Curia (it)” al tempo di Federico 2. di Svevia, Giannini Editore, Naples, 1995.
- Le origini degli Ospitalieri alla luce di un nuovo documento, Pontificio Istituto Orientale, Rome, 2009 (lire en ligne) [PDF]